# Chesias capriata
Chesias capriata là một loài bướm đêm trong họ Geometridae.